# Antonio Blakeney
Pour les articles homonymes, voir Blakeney.
Antonio Blakeney, né le 4 octobre 1996, à New York, dans l'État de New York, est un joueur américain de basket-ball. Il évolue au poste d'arrière.

## Biographie
L'arrière est formé à Tigers de LSU. Il se présente à la Draft 2017 de la NBA mais n'est pas sélectionné. Il signe ensuite son premier contrat chez les Bulls de Chicago pour la Summer League, à la suite de laquelle il est prolongé par un two-way contract. Il jouera durant la saison 2017-18 entre la NBA Gatorade League, où il obtient par ailleurs le titre de rookie de l'année ; et la NBA. Avec les Bulls, il joue 19 matchs, à près de 8 points de moyenne en 16.5 minutes. Il signe en juillet 2018 contrat de 2 ans garanti avec Chicago. Lors de la saison suivante 2018-19, il alterne là aussi entre NBA Gatorade League et les Bulls de Chicago. Il fait 57 apparitions dans la grande ligue avec 7.3 points à 39.6 % à 3 points et presque 2 rebonds de moyenne en 14.5 minutes.
Il est cependant coupé par les Bulls le 8 septembre, l'équipe ayant 16 contrats garantis sur 15 possibles.
Le 23 septembre 2019, il signe un contrat d'une saison avec le club chinois des Jiangsu Dragons.

## Palmarès
- McDonald's All-American 2015
- Second team All-SEC 2017